# Ingmarsö Brottö hembygdsmuseum
Ingmarsö Brottö Hembygdsmuseum är ett ideellt drivet museum beläget på Ingmarsö i Stockholms skärgård. 
Museet grundades sommaren 2012 och är inrymt i ett gammalt sädesmagasin på Norrgården, en av öns äldsta gårdar. Här samlas berättelser och föremål som speglar livet på de sammanvuxna öarna Ingmarsö och Brottö från vikingatid till nutid.

## Samlingar och teman
Museets utställningar sträcker sig över mer än 1 000 år och belyser olika aspekter av livet på öarna. Bland de presenterade teman finns skärgårdsbönder, rysshärjningar, sommargäster, gårdar, affärer, pensionat, jordgubbsodlingar och flyktingar från Estland under andra världskriget. Varje år har museet ett nytt tema för att lyfta fram olika viktiga perioder på öarna. För 2025 är temat "Transporter", där museet planerar en föreläsning och bildutställning om gamla tiders transporter till och från skärgården. 
I museet finns även en filmhörna som visar filmer och bildspel om speciella händelser. En nybyggd vagnslider intill museet berättar bland annat historien om hästen Brunte som gick på sjöbotten under isen. 

## Förvaltning och stöd
Ingmarsö Brottö Kultur- och museiförening ansvarar för museet, som drivs av ideella krafter och bidrag från Österåkers kommun samt generösa besökare. Museet tar inget inträde och kräver inget medlemskap, men tar tacksamt emot donationer för att kunna sköta verksamheten. 